# Rencheng
Rencheng (任城区,  Rènchéng Qū) ist ein Stadtbezirk der bezirksfreien Stadt Jining in der ostchinesischen Provinz Shandong. Rencheng hat eine Fläche von 884 km² und zählt 1.241.012 Einwohner (Stand: Zensus 2010). Am 18. Oktober 2013 wurde der Stadtbezirk Shizhong aufgelöst und in den Stadtbezirk Rencheng integriert.

## Administrative Gliederung
Auf Gemeindeebene setzt sich der Stadtbezirk aus 17 Straßenvierteln und drei Großgemeinden zusammen. 